# Operation Snow White

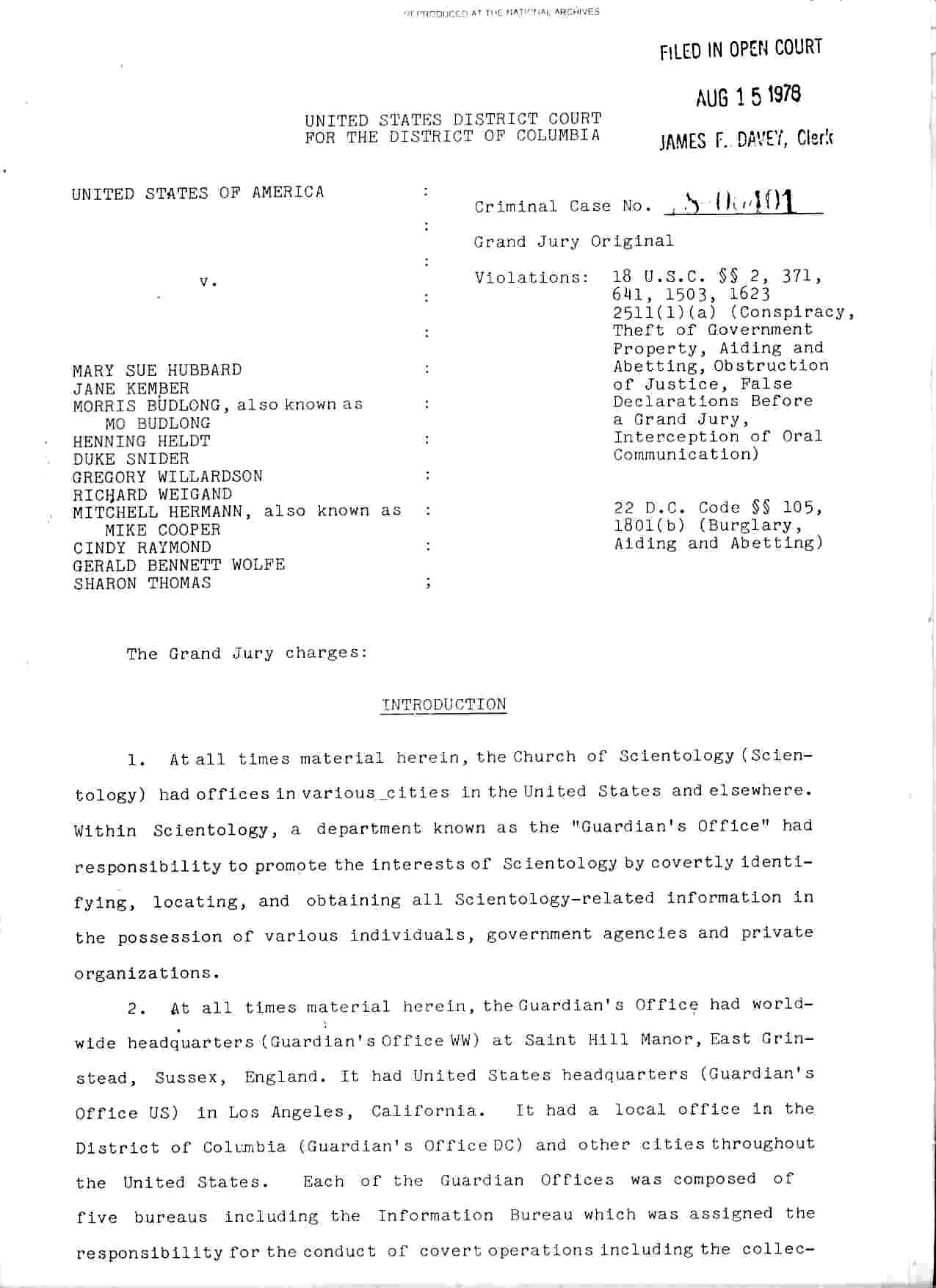
Åtalet mot Mary Sue Hubbard m.fl. Dokument från USA:s tingsrätt för District of Columbia 1979.

Operation Snow White (engelska, ’operation Snövit’) startade 1973 som ett försök av scientologikyrkan att med hjälp av den dåtida amerikanska offentlighetsprincipen begära ut dokument från statliga myndigheter – dokument som kyrkans grundare L. Ron Hubbard misstänkte kunde innehålla enligt honom falsk information om honom och scientologin och som cirkulerades i syfte att misstänkliggöra och sabotera deras verksamhet.
Operationen genomfördes av scientologins undersökande gren Guardian’s Office. Syftet med operationen ska ha varit att oskadliggöra och smutskasta motståndare till kyrkan. Under det rättsliga efterspelet framkom att Guardian’s Office sammanställt en namnlista över personer och instanser som uppfattades som kritiker. Kritiker ansågs finnas inom regeringen, i hälso- och sjukvårdssystemet, i journalistkåren och enligt Guardian’s Office överallt där potentiella hot mot kyrkan kunde identifieras.
Justitiedepartementet i Washington, D.C., liksom den statliga skattemyndigheten Internal Revenue Service, infiltrerades i syfte att få klarhet i vilken sorts information som fanns om Hubbard. Mängder av dokument som ej kunnat fås ut genom offentlighetsprincipen stals, förstördes eller fotokopierades. Efter cirka elva månader avslöjade en infiltratör hela affären för bland andra FBI, som en tid därefter genomförde ett av sina största tillslag genom tiderna.
I slutänden dömdes Mary Sue Hubbard och 10 funktionärer inom Guardian’s Office till fem års fängelse. Åklagaren skrev i sin sammanfattning:
"Brottet som begåtts av de åtalade är av en bredd och en omfattning som tidigare inte skådats. Ingen byggnad, inget kontor, inget skrivbord eller arkiv gick fritt från deras snokande och grävande. Ingen individ eller organisation gick fri för deras föraktliga och konspiratoriska sinnelag. Deras verktyg var miniatyrradiosändare, dyrkar, hemliga koder, förfalskade meriter och alla andra hjälpmedel som de såg som nödvändiga för att fullgöra sin konspiratoriska verksamhet".
Scientologikyrkan har alltsedan avslöjandet tagit avstånd från operation Snövit och de inblandades verksamhet. Guardian's Office ersattes med Office of Special Affairs (OSA) och ett maktskifte skedde i Scientologikyrkan. Enligt avhoppare har dock inget verkligt policyskifte gjorts utan Guardian's Office aktiviteter helt enkelt övertagits av OSA och kriminell verksamhet fortgår med ledaren David Miscaviges vetskap.